# اسکومیناک، کبک

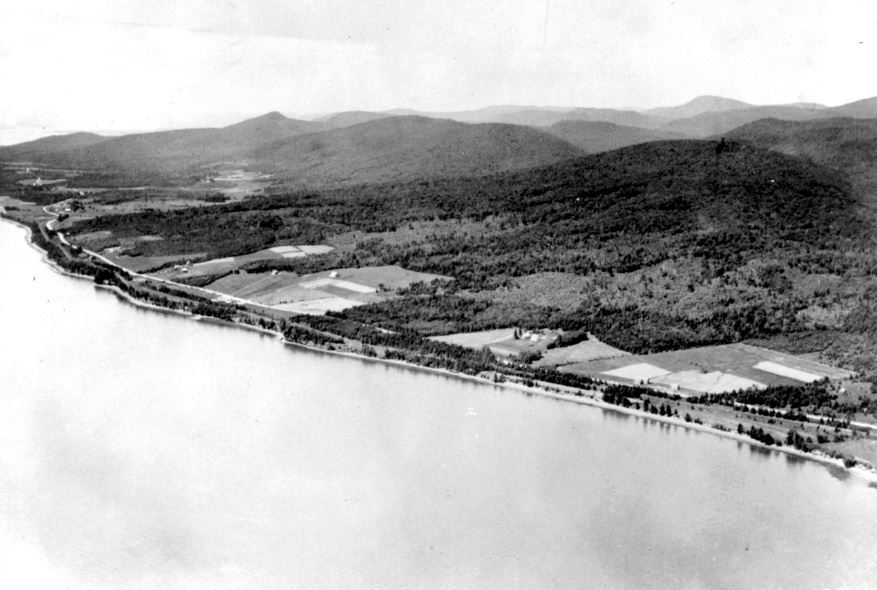
اسکومیناک

اسکومیناک (به فرانسوی: Escuminac) شهری در منطقه شهری آوینیون ناحیه گاسپزی-ایل-دو-لا-مادلن در استان کبک کانادا است. در سرشماری سال ۲۰۱۱ این شهر ۶۱۳ نفر جمعیت داشته‌است و مساحت آن ۱۰۹٫۵۵ کیلومتر مربع است.